# Laika Caravans
Laika Caravans Spa è un'azienda produttrice di camper fondata nel 1964 da Giovanbattista Moscardini con sede a San Casciano in Val di Pesa (FI) e che, dal 2000, fa parte dell'Erwin Hymer Group.

## Storia
Nel 1964 Giovanbattista Moscardini fonda l'azienda a Tavarnelle Val di Pesa, chiamandola come la prima cagnetta lanciata nello spazio; il suo logo è un levriero rosso con le ali, che corre verso il futuro.
Nel 1964 l'azienda produce la sua prima roulotte, chiamata “500” perché, per le sue dimensioni ridotte, poteva essere trainata da una Fiat Nuova 500. La sua caratteristica principale era quella di potere essere ridotta in altezza, con la metà superiore che, grazie a un impianto idraulico, poteva scorrere in basso, riducendo la resistenza aerodinamica in marcia. Questa soluzione viene presto abbandonata, tornando a soluzioni maggiormente convenzionali e nel catalogo del 1970 sono presenti modelli che andavano dai 3,3 ai 4,15 m di lunghezza; nell'anno 1967 sono state costruite 123 caravan, passate a 286 nel 1968.
Nel 1977 viene prodotto il primo modello di camper che inaugura la serie Motorpolo e nel 1980 l'azienda comincia a muovere i primi passi nell'esportazione con la serie Laserhome. 

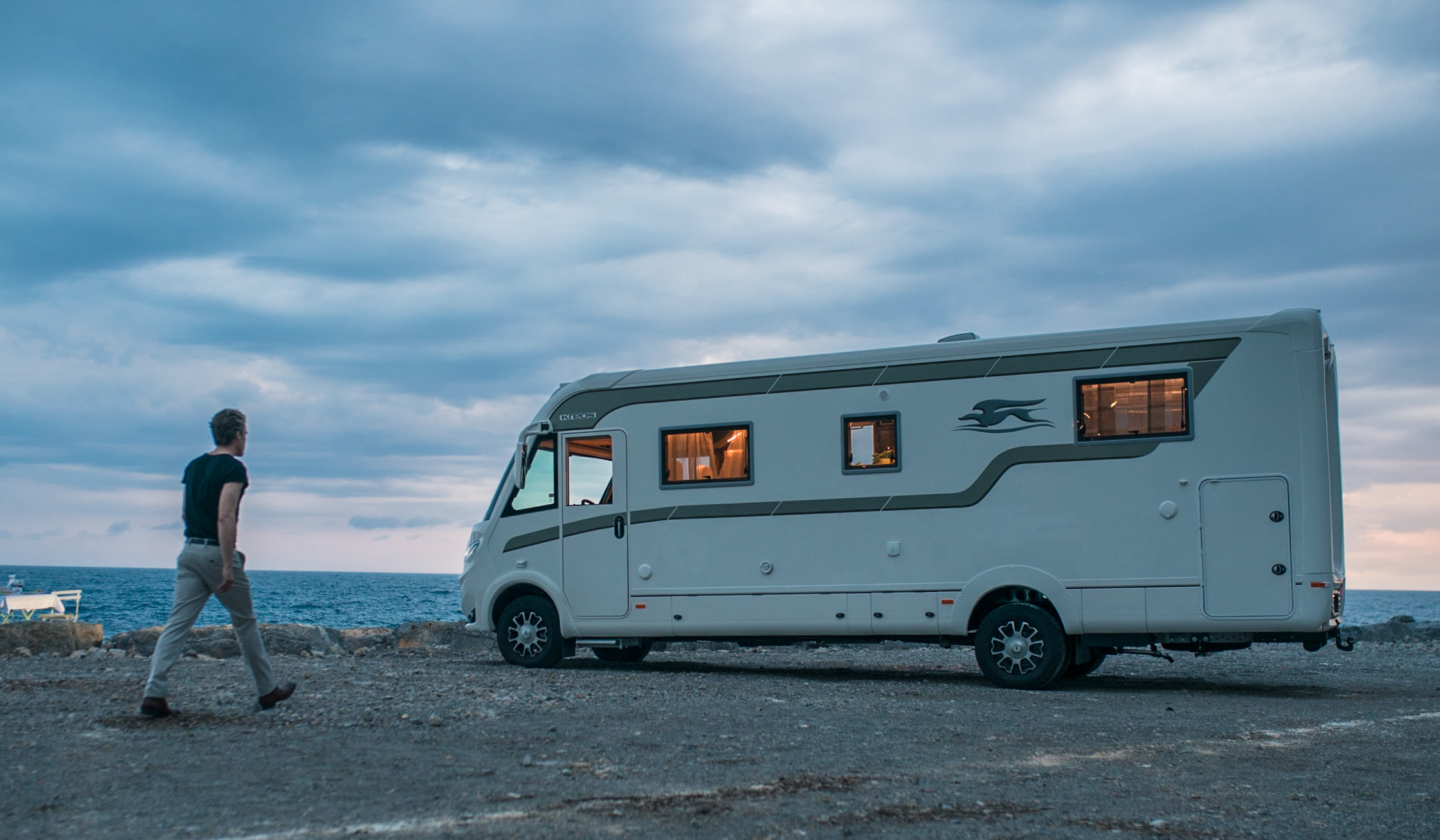
Il motorhome Kreos

Il primo maxi-motorhome, appartenente alla serie Mito, è del 1991, mentre l'anno successivo debutta la serie Ecovip, camper mansardato con doppia finestra nella parte anteriore, caratteristica distintiva Laika. Nel 1999 fa il suo ingresso sul mercato la serie Kreos con il suo design caratterizzato dalle pareti curve.
Nel 2000 l’Erwin Hymer Group acquisisce Laika Caravans, che entra così a far parte del più importante gruppo europeo nel settore del caravanning che comprende tra le altre anche la Dethleffs.
Nel 2005 Laika realizza la serie X e nel 2006 il Rexosline con due porte cabina in vetroresina, altezza contenuta e una linea aerodinamica. Nel 2009 viene lanciato il Kreos 5000 SL, camper mansardato alto di gamma. Nel 2013 viene lanciato lo slogan “Enjoy the Dolce Vita”.
Nel febbraio 2016 l’azienda si trasferisce nella nuova sede a San Casciano in Val di Pesa; lo stabilimento, inaugurato alla presenza dell’allora Presidente del consiglio Matteo Renzi, è considerato tra i più all'avanguardia del settore in Europa con moderne tecnologie costruttive.
Nel 2018 viene lanciata la nuova gamma Kosmo, che nei successivi due anni si arricchisce di numerosi modelli.
Nel 2018 l'americana Thor Industries Inc. acquisisce l'Erwin Hymer Group, creando di fatto il maggior player globale nel settore della produzione di veicoli ricreazionali.
L'offerta Laika comprende mansardati, profilati, integrali, campervan e van delle gamme Ecovip, Kreos e Kosmo.

## Struttura aziendale
Al 2020 Laika ha 126 concessionarie, di cui 31 in Italia, 25 in Francia, 22 in Germania, 12 in Norvegia, 5 in Svezia, 7 in Spagna, 3 in Svizzera, 2 in Gran Bretagna, 3 in Repubblica Ceca, 2 in Belgio, 2 in Olanda, 1 in Polonia, 1 in Irlanda,  1 in Austria, 1 in Portogallo, 1 in Lituania, 1 in Estonia, 1 in Bulgaria, 1 in Repubblica Slovacca, 1 in Slovenia, 1 in Romania, 1 in Corea.